# Едгайм
Едгайм (нім. Oedheim) — громада в Німеччині, знаходиться в землі Баден-Вюртемберг. Підпорядковується адміністративному округу Штутгарт. Входить до складу району Гайльбронн.
Площа — 21,26 км2. Населення становить 6487 ос. (станом на 31 грудня 2020).